# 蕭一山

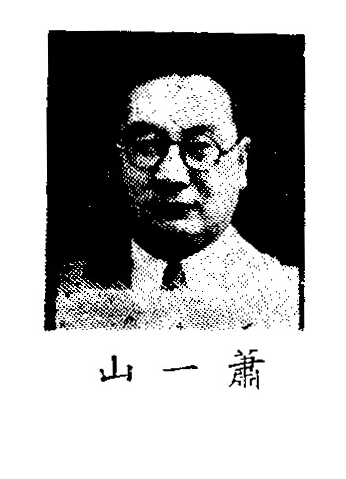

蕭一山（1902年5月7日—1978年7月4日），原名桂森，字一山，號非宇，男，江蘇銅山（今徐州市）人，中国历史学家。有“清史研究第一人”之稱，與簡又文、郭廷以並稱當代研究太平天国史专家。

## 生平
1902年5月7日（清光緒二十八年三月三十日）生于江苏铜山（今徐州市）一个书香世家，原名桂森，号非宇，字一山，以字行。先世系出蘭陵（山東嶧縣東），其父萧文彬是一位塾师，略通经史以教读为业，并终身奉佛。萧一山从小即随父在私塾读书，得益于乃父教导甚多，他在幼年就对历史发生浓厚的兴趣，四书五经多能背诵，尤爱《资治通鉴》。1919年毕业于山东济宁省立第七中学，旋入山西大学预科。此时已开始研究清史。1921年春，萧一山在山西大学预科毕业，考入国立北京大学政治系，受教于明清史专家朱希祖、孟森等人, 並開始撰寫《清代通史》。1925年北大毕业后，应聘到清华大学任教，課餘埋首著作，發表《中國通史大綱》。
蕭一山中學時即感於日人稻葉君山編寫的《清朝全史》（1915年）“觀點紕繆，疏舛頗多”，發憤撰寫清代史。1923年出版《清代通史》上卷，當時蕭仍只是一名大學生，二年後出版中卷，甚受梁任公及日人今西龍激賞，親自為此書寫序，稱他“志毅而力勤，心果而才敏”、“非直識力精越，乃其技術亦罕見也”。朱希祖在序文中也说：“萧君年富力强，既以通史自任，则俟清史成后，尤深望其再作民国史，即所谓现代史；推而上之，继成上古、中古、近古诸史，以定成中国全部通史，其功德尤为无量。所以乐为之序，而馨香以祷祝者也。”但亦不乏批評者，如夏鼐列出數十處錯誤，1932年蕭一山曾與批評者陈恭禄進行激烈筆戰，火药味甚浓，至1934年双方辩文陆续刊载于《大公报》。
對日抗戰時期，任教于东北大学，撰寫《清史大綱》、《曾國藩傳》兩書。胜利后出任李宗仁北平行轅祕書長。1948年冬天，蕭一山攜眷到达台湾，任教於台灣大學、逢甲工商學院董事后任台灣中央研究院近代史所研究員。並與張其昀等主持“清史編纂委員會”，修訂《清史稿》。1963年最終完成五卷本《清代通史》凡四百餘萬字。1978年7月4日病逝于台北。
萧一山先生的部分藏书后由北京首都图书馆历史文献中心收藏。